# Zentralafrikanischer Graumull
Der Ockerfarbige oder Zentralafrikanische Graumull  (Fukomys ochraceocinereus, Syn.: Cryptomys ochraceocinereus) ist eine Art der Graumulle (Fukomys) innerhalb der Sandgräber (Bathyergidae), die vor allem an die unterirdische und grabende Lebensweise angepasst ist. Die Art kommt in Zentralafrika südlich der Sahara von der Zentralafrikanischen Republik bis in den Südsudan vor.

## Merkmale
Der Zentralafrikanische Graumull ist ein mittelgroßer Graumull und erreicht eine Kopf-Rumpf-Länge von 15,7 bis 20,0 Zentimetern. Der sehr kurze Schwanz wird etwa 14,0 bis 27,0 Millimeter lang, die Hinterfußlänge beträgt 27 bis 35 Millimeter. Ein ausgeprägter Sexualdimorphismus kommt nicht vor, die Weibchen und Männchen unterscheiden sich weder in Größe noch in Färbung. Das Rückenfell der Tiere ist kurz, dicht und weich. Die Rückenfärbung ist mittelbraun, teilweise mit einem silbrigen Effekt. Das Bauchfell entspricht in seiner Färbung dem Rücken. Auf der Stirn befindet sich bei vielen Individuen ein auffälliger runder weißer Fleck mit einem Durchmesser von etwa 5 bis 15 Millimetern, dieser kann regional jedoch auch fehlen (vor allem in Uganda). Die Augen sind blau und von einem deutlichen weißen Augenring umgeben. Die Vorder- und Hinterfüße sind klein, breit und unbehaart. Sowohl die Vorder- wie auch die Hinterfüße haben jeweils fünf Zehen mit scharfen Krallen und die Hinterfüße besitzen kurze Kämme blasser weißer Haare an der Fußbasis. Der Schwanz ist kurz und erreicht etwa 10 % der Kopf-Rumpf-Länge. Er ist kaum sichtbar und mit kurzen, borstenartigen Haaren besetzt. Die Weibchen besitzen ein Paar Zitzen im Brustbereich und eines in der Lende, insgesamt also 4 Zitzen. Das Genom besteht aus einem diploiden Chromosomensatz von 2n = 44 Chromosomen (FN=76).
Die Schädellänge beträgt 39,7 bis 48,2 Millimeter und an der breitesten Stelle ist der Schädel 27,1 bis 32,9 Millimeter breit. Die Zahnreihe vom vierten Prämolar bis zum letzten Molar des Oberkiefers ist 6,9 bis 8,8 Millimeter lang. Wie bei allen anderen Graumullen ist er kräftig gebaut, die Mahlzähne sind klein und einfach ausgebildet. Das Infraorbitalfenster (Foramen infraorbitale) ist bei dieser Art rundoval und dickwandig. Die oberen Schneidezähne sind nicht gefurcht.

## Verbreitung
Der Zentralafrikanische Graumull kommt in Zentralafrika südlich der Sahara im Savannengebiet nördlich der Regenwälder von der Zentralafrikanischen Republik, den Norden der Demokratischen Republik Kongo und Ugandas bis in den Süden Südsudans vor. Möglich sind weitere Vorkommen in Teilen von Ostkamerun und im Nordwesten Kenias, dies gilt jedoch als unsicher.

## Lebensweise
Der Zentralafrikanische Graumull lebt unterirdisch in der Baumsavanne, etwa in Isoberlinia-Beständen, und in landwirtschaftlichen Flächen. Über die Biologie der Art liegen nur sehr wenige Angaben vor, sie entspricht jedoch wahrscheinlich der anderer Graumulle. Die Tiere leben in Kolonien in komplexen unterirdischen Bauen, die eine Gesamtlänge von etwa 320 Metern erreichen und zahlreiche Auswurfstellen aufweisen. Diese sind 7 bis 10 Zentimeter hoch und haben an der Basis einen Durchmesser von 20 bis 25 Zentimetern, sie sind ungleichmäßig verteilt und häufig in Clustern (Gruppen) von drei bis vier nahe beieinander liegenden Hügeln vorhanden. Ein verbreiterter Bereich in den Gängen bildet das Nest, das mit Gräsern und Wurzelstücken ausgelegt ist. Die Tiere sind herbivor und ernähren sich von unterirdischen Knollen, Wurzeln und anderen Pflanzenteilen. Im Nationalpark Garamba stellen Yamswurzeln eine wichtige Nahrungsquelle dar.

## Systematik
Der Zentralafrikanische Graumull wird als eigenständige Art innerhalb der Gattung der Graumulle (Fukomys) eingeordnet, die aus zehn bis vierzehn Arten besteht. Die wissenschaftliche Erstbeschreibung stammt von dem deutschen Naturforscher Theodor von Heuglin aus dem Jahr 1864, der die Tiere vom Oberlauf des Bahr al-Ghazal im Süden des Sudan, heute Südsudan, unter dem Namen Georychus ochraceocinereus beschrieb. Die Art wurde später in die Gattung Cryptomys überführt, 2006 wurde diese Gattung anhand von molekularbiologischen Merkmalen in zwei Gattung aufgetrennt. Der Zentralafrikanische Graumull wurde dabei mit den meisten anderen Arten der neuen Gattung Fukomys zugeteilt, die Aufspaltung wurde jedoch nicht allgemein angenommen. Teilweise wurde der Zentralafrikanische Graumull als Synonym zum Nigerianischen Graumull (Fukomys foxi) betrachtet.
Innerhalb der Art werden aktuell neben der Nominatform keine Unterarten unterschieden. Wilson & Reeder 2005 listen neben der Nominatform Cryptomys ochraceocinereus ochraceocinereus allerdings Cryptomys ochraceocinereus oweni als zweite Unterart.

## Status, Bedrohung und Schutz
Der Zentralafrikanische Graumull wird von der International Union for Conservation of Nature and Natural Resources (IUCN) als „nicht gefährdet“ (least concern) eingeordnet. Begründet wird dies durch das vergleichsweise große und weitgehend unberührte Verbreitungsgebiet sowie die angenommen großen Bestände, obwohl die Tiere nur selten gesehen werden. Bestandsgefährdende Risiken sind für die Art nicht bekannt, und auch die Lebensräume sind vor Veränderungen vergleichsweise sicher.

## Belege
1. 1 2 3 4 5 6  Nigel C. Bennett: Cryptomys ochraceocinereus - Ochre Mole-Rat In: Jonathan Kingdon, David Happold, Michael Hoffmann, Thomas Butynski, Meredith Happold und Jan Kalina (Hrsg.): Mammals of Africa Volume III. Rodents, Hares and Rabbits. Bloomsbury, London 2013, S. 660–661; ISBN 978-1-4081-2253-2.
2. 1 2 3  R.L. Honeycutt: Ochre Mole-rat - Fukomys ochraceocinereus. In: Don E. Wilson, T.E. Lacher, Jr., Russell A. Mittermeier (Herausgeber): Handbook of the Mammals of the World: Lagomorphs and Rodents 1. (HMW, Band 6), Lynx Edicions, Barcelona 2016; S. 368–369. ISBN 978-84-941892-3-4.
3. ↑  Colleen M. Ingram, Hynek Burda, Rodney L. Honeycutt: Molecular phylogenetics and taxonomy of the African mole-rats, genus Cryptomys and the new genus Coetomys Gray, 1864. Molecular Phylogenetics and Evolution 31 (3), 2004; S. 997–1014. doi:10.1016/j.ympev.2003.11.004
4. ↑  Dieter Kock, Colleen M. Ingram, Lawrence J. Frabotta, Rodney L. Honeycutt, Hynek Burda: On the nomenclature of Bathyergidae and Fukomys n. gen. (Mammalia: Rodentia). Zootaxa 1142, 2006; S. 51–55.
5. 1 2  Cryptomys ochraceocinereus. In: Don E. Wilson, DeeAnn M. Reeder (Hrsg.): Mammal Species of the World. A taxonomic and geographic Reference. 2 Bände. 3. Auflage. Johns Hopkins University Press, Baltimore MD 2005, ISBN 0-8018-8221-4.
6. 1 2 3 4  Fukomys ochraceocinereus in der Roten Liste gefährdeter Arten der IUCN 2016.2. Eingestellt von: S. Maree, C. Faulkes, 2008. Abgerufen am 4. Oktober 2016.